# Município de Demir Kapija
Pronunciação
Demir Kapija é um município localizado na Macedônia do Norte, sendo também o nome homônimo para a cidade onde a sede municipal está situada. De acordo com o último censo nacional macedônio realizado em 2002, o município tinha 4 545 habitantes.